# Skleralring

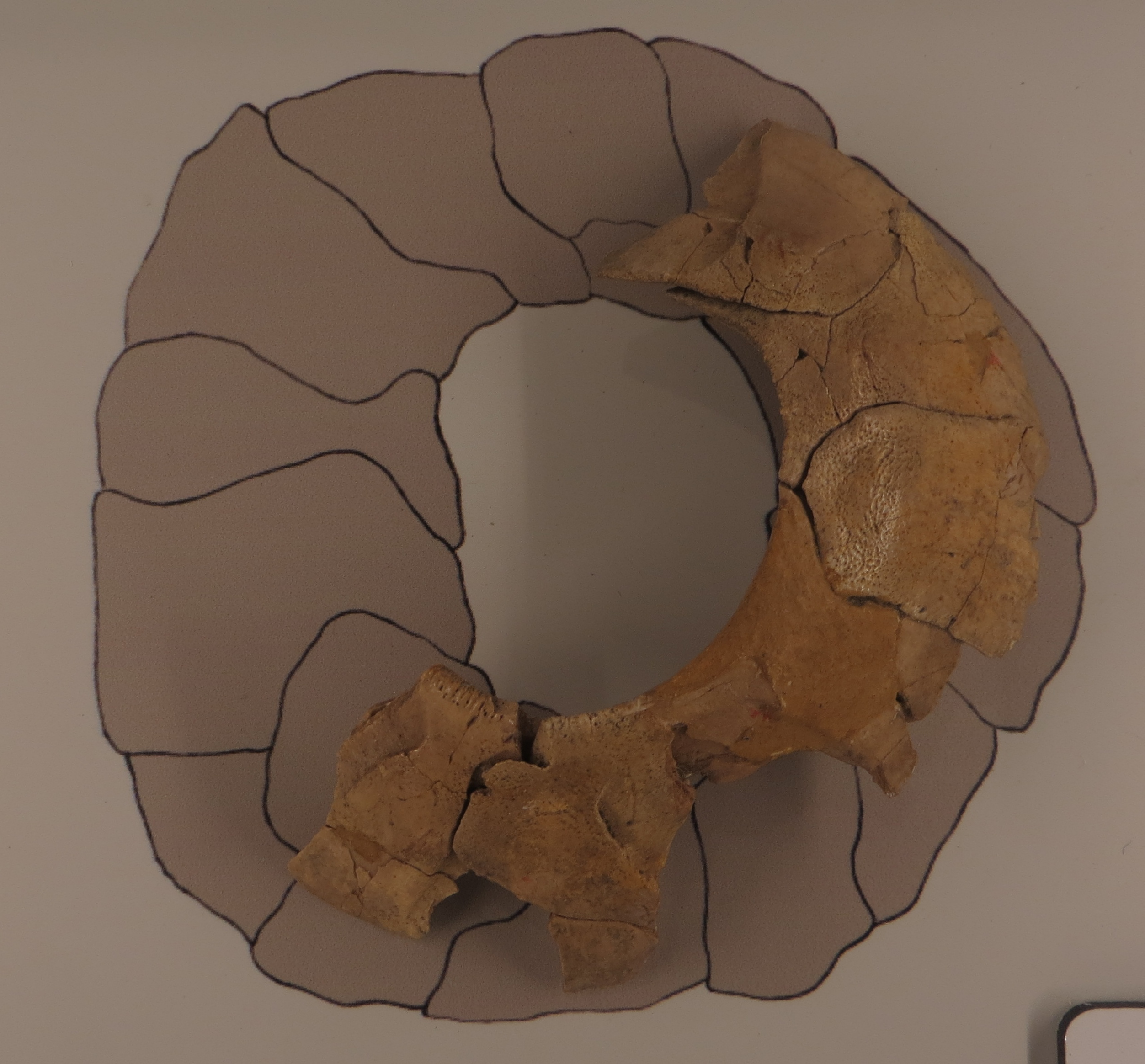
Skleralring von Mosasaurus

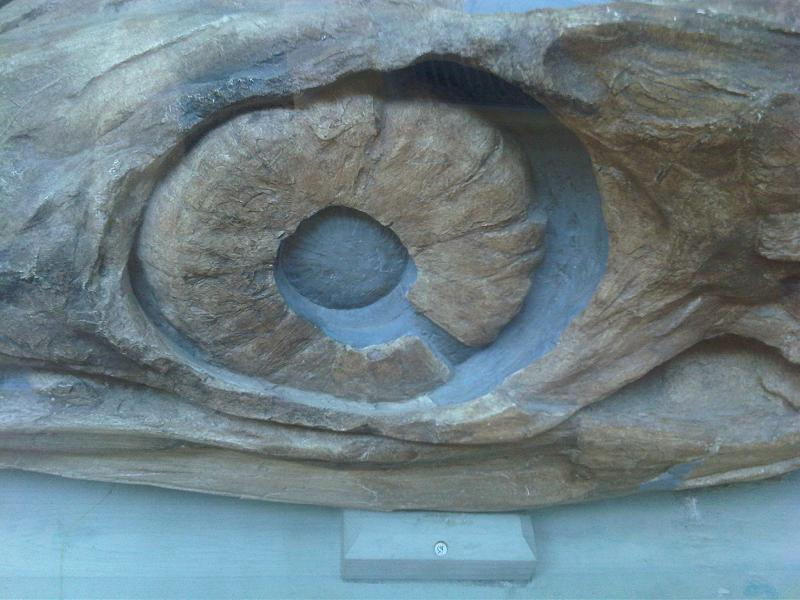
Die Augen des Ichthyosauriers Temnodontosaurus gehören zu den größten Augen, die heute bekannt sind. Sie waren von einem Ring aus knöchernen Elementen umgeben.

Der Skleralring (auch Sklerotalring, altgriechisch σκληρός sklēros „hart“, lateinisch Anulus ossicularis sclerae) ist eine ringförmige, knöcherne Verstärkung des Auges von Vögeln, den ausgestorbenen Dinosauriern, Flugsauriern und Ichthyosauriern, aber auch einiger moderner Reptilien wie den Leguanen. Er besteht im Mittel aus 14–15 Knochenplättchen, die ringförmig in die Lederhaut im Übergang zur Hornhaut eingelagert sind. Sie sind überlappend angeordnet und können auch komplett verschmolzen sein.
Der Skleralring befindet sich direkt hinter der von außen sichtbaren Iris, aber vor der Linse. Er hat normalerweise keinen Kontakt zu anderen Knochen. Die sichtbare Iris ist auf der Außenseite des Skleralringes festgewachsen, die Linse auf der Innenseite daran aufgehängt. Da die Iris am Skleralring festgewachsen ist, kann der Durchmesser der Pupille niemals größer sein als das Mittelloch des Skleralrings. Dies lässt bei der Rekonstruktion ausgestorbener Arten eine präzise Aussage über die maximale Pupillengröße der betreffenden Art zu. Flach ausgebildet ist der Skleralring u. a. bei Hühnervögeln und Singvögeln, dagegen ist er z. B. bei den Eulen röhrenförmig, wodurch deren längliche Augen eine höhere Brennweite und damit mehr Sehvermögen im Dunkeln aufweisen.
Der Skleralring stützt den Augapfel und gibt dem Akkomodationsapparat einen Ansatzpunkt.